# Ipomoea chilopsidis
Ipomoea chilopsidis ist eine Pflanzenart aus der Gattung der Prunkwinden (Ipomoea) aus der Familie der Windengewächse (Convolvulaceae). Die Art ist in Mexiko verbreitet.

## Beschreibung
Ipomoea chilopsidis ist ein 2 bis 5 m hohe Strauch mit unbehaarten, beim trocknen rinnig werdenden Ästen. Die Blattspreiten sind linealisch, vorn und an der Basis spitz, ganzrandig, 10 bis 20 cm lang und 0,5 bis 1,3 cm breit. Auf jeder Seite der Mittelrippe gehen 18 bis 30 Seitenadern aus. An der Basis der Mittelrippe sind auf der Unterseite 1 mm lange Drüsen ausgebildet. Die Blattstiele sind 0,5 bis 1,2 cm lang und unbehaart.
Die Blütenstände stehen endständig an nicht reduzieren Zweigen. Sie sind zymenförmig und bestehen aus einer bis drei Blüten. Die Blütenstandsstiele entspringen der Achsel einen nicht reduzierten Laubblattes, sie sind 0,4 bis 2,2 cm lang und unbehaart. Die Tragblätter sind nicht beständig. Die Blütenstiele sind 1,5 bis 2,2 cm lang und nach dem Trocknen etwas rinnig. Die Kelchblätter sind lederig, 12 bis 16 mm lang, 7 bis 9 mm breit, eiförmig, nach vorn stumpf oder spitz. Sie sind gleichgestaltig oder die äußeren sind etwas kleiner als die inneren. Die Außenseite ist unbehaart, die Innenseite ist kurz behaart. Die Krone hat eine Länge von 8 bis 9,5 cm und misst 8 bis 9 cm im Durchmesser. Sie ist trichterförmig, unbehaart und weiß mit einem purpurnen Schlund. In der Knospe ist sie stark eingedreht. Die Staubblätter sind 50 bis 55 mm lang, die Staubbeutel 8 bis 9 mm. An der Basis sind sie mit 1 bis 1,5 mm langen, drüsigen Trichomen besetzt.
Die Früchte sind zweikammerige, vierklappige Kapseln mit 18 bis 20 mm langen Klappen. Die Samen sind an den rückseitigen Rändern lang filzig behaart und an den vorderen Rändern spärlich behaart.

## Vorkommen
Die Art ist nur aus wenigen Aufsammlungen bekannt, die alle aus dem Norden Mexikos stammen.